# Rothes
Rothes är en ort i Storbritannien.   Den ligger i kommunen Moray och riksdelen Skottland, i den norra delen av landet, 700 km norr om huvudstaden London. Rothes ligger 72 meter över havet och antalet invånare är 1 132.
Terrängen runt Rothes är huvudsakligen kuperad, men västerut är den platt. Rothes ligger nere i en dal. Runt Rothes är det mycket glesbefolkat, med 3 invånare per kvadratkilometer. Närmaste större samhälle är Elgin, 15,2 km norr om Rothes. I omgivningarna runt Rothes växer i huvudsak blandskog.